# Geranium graniticola
Geranium graniticola är en näveväxtart som beskrevs av Carolin. Geranium graniticola ingår i släktet nävor, och familjen näveväxter. Inga underarter finns listade i Catalogue of Life.